# 费尔哲
费尔哲，是匈牙利琼格拉德州所辖的一个村。总面积76.73平方公里，总人口1306，人口密度17.0人/平方公里（2011年1月1日）。